# Элат (сын Аркада)
Элат (др.-греч. Ἔλατος) — персонаж древнегреческой мифологии. Старший сын Аркада и Леаниры. Царь Аркадии. Получил гору Киллену, затем переселился в Фокиду, оказав помощь фокейцам против флегийцев, напавших на дельфийский храм, и основал город Элатею в Фокиде. Сыновья Эпит, Перей, Киллен, Исхий, Стимфал. Либо жена Лаодика, дети Стимфал и Перей.
Рельефное изображение в Тегее. Стела с изображением в Элатее.